# Tears Of Martyr
Tears of Martyr är ett spanskt gothic metal/death metal-band, startat år 1995, i Las Palmas (Gran Canaria). Under år 1996, släpper bandet sitt första demo The Essence of Evil som fick bra kritik. Efter många ändringar och andra problem, släpper dom sitt andra demo Renascence år 2005, sedan dess har bandet spelat ihop  med Dark Tranquility, To/Die/For och Swallow the Sun. 2007 flyttar bandet till Madrid och år 2008 delar de scen med svenskarna Draconian. I juni 2009, släpper bandet sitt första album Entrance, via skivbolaget STF Records, samma år röstas de som vinnare av Female Metal Awards 2009. 2010, blir bandet förband till Epica, och blir bra mottagna. Därefter släpper bandet sin första video "Realm Of Pain". Bandets musikstil betraktas som gothic metal, men blandar även in melodisk death metal och doom metal.

## Medlemmar
Nuvarande medlemmar
- Berenice Musa – sopransång
- Miguel Angel Marqués – gitarr, sång
- Adrián Miranda – basgitarr
- Doramas Párraga – trummor

Tidigare medlemmar
- Carlos "Archeon" – basgitarr
- Armando J. Álvarez – basgitarr, sång
- Javier Montesdeoca – gitarr
- Oscar Morante – gitarr
- Yeray Corujo – keyboard

## Diskografi
Demo
- The Essence of Evil (1996)
- Renascence (2005)

Studioalbum
- Entrance (2009)
- Tales (2013)

Singlar
- "Eyes to See Heart to Feel" (2002)
- "Ancient Pine Awaits II" (2019)